# Колсон, Осборн
Осборн «Оззи» Колсон (англ. Osborne "Ozzie" Colson; 31 марта 1916 − 14 июля 2006) — канадский фигурист и тренер.

## Биография
Осборн родился в Торонто 31 марта 1916 года. Его отец был одним из членов клуба «Toronto Cricket, Skating and Curling Club». Осборн Колсон — чемпион Канады 1936 и 1937. Его тренером был Гус Лусси в течение всей карьеры. После завершения карьеры он стал профессиональным фигуристом и участвовал в «Ice Follies».
Осборн Колсон тренировал таких фигуристов, как Барбара Энн Скотт, Дон Лоус, Дональд Джексон, Патрик Чан и Сара Кавахара. До своей смерти Осборн продолжал быть активным лицом в спорте. Он тренировал Патрика Чана вплоть до своей смерти в 2006 году.
Осборн Колсон умер 14 июля 2006 года из-за травм, полученных в ДТП годом ранее.

## Спортивные результаты
Мужское одиночное катание
| Соревнование     | 1931 | 1932 | 1933 | 1934 | 1935 | 1936 | 1937 |
| ---------------- | ---- | ---- | ---- | ---- | ---- | ---- | ---- |
| Чемпионат Канады | 1 J. | 1 J. | 1 J. |      | 2    | 1    | 1    |

- J = Юниорский уровень

Парное катание (с М. Дж. Хэлстад)
| Соревнование     | 1936 |
| ---------------- | ---- |
| Чемпионат Канады | 3    |